# Albéric Collin

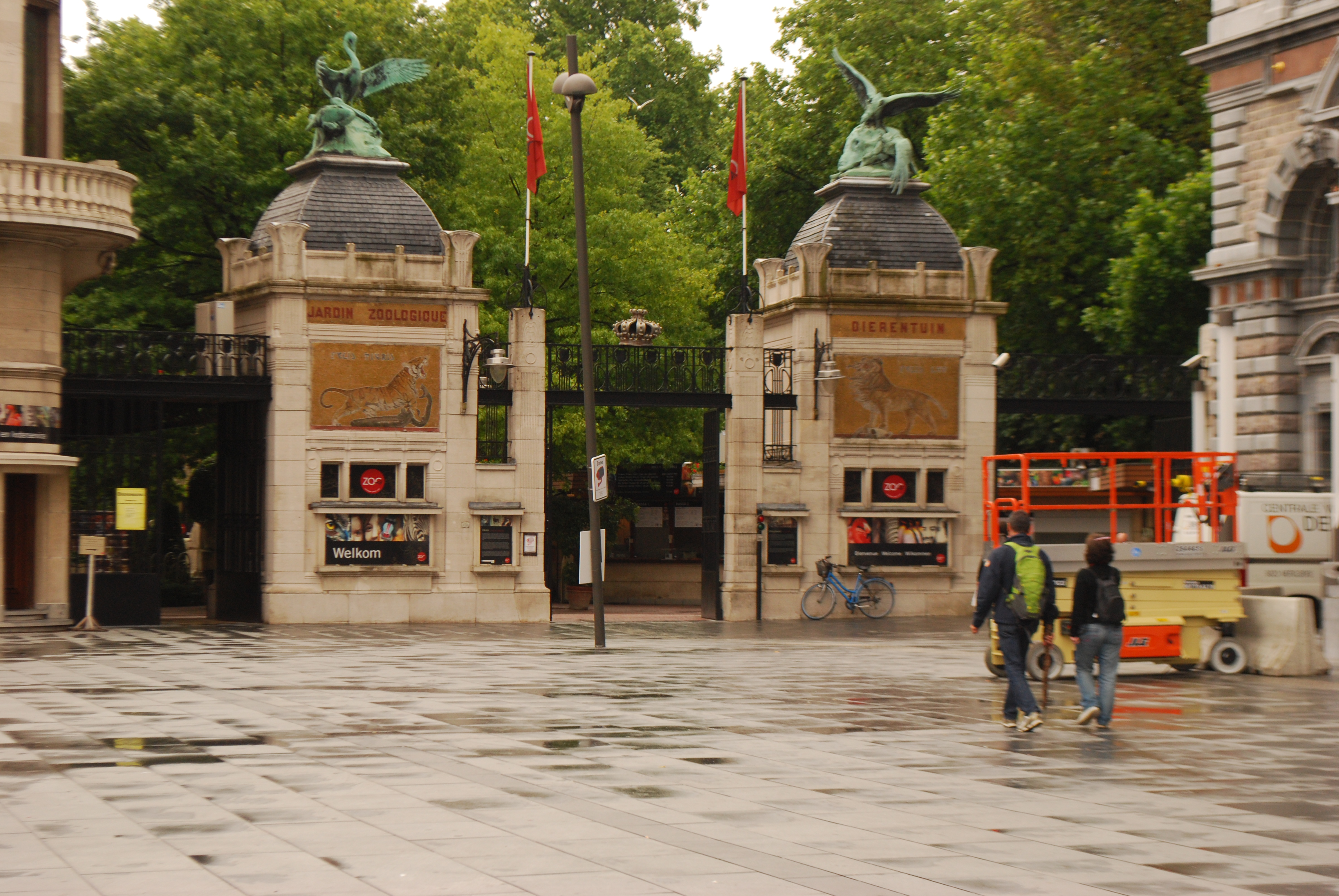
Entrada de estilo Modernista del Parque Zoológico de Amberes, donde A. Collin trabajó junto a R. Bugatti

Albéric Collin (Amberes, 6 de abril de 1886 - 27 de febrero de 1962) fue un escultor animalista  belga. También pintó pasteles.

## Vida y obras
Estudió en la Academia Real de Bellas Artes de su ciudad natal, Amberes. Fue alumno de Rembrandt Bugatti con el que trabajó en la decoración escultórica del Zoológico de Amberes.
Estilo
Alberic Collin esculpe exclusivamente animales, tanto salvajes como domésticos. Sus estatuas se reproducen en bronce por el proceso de cera perdida. 

## Obras

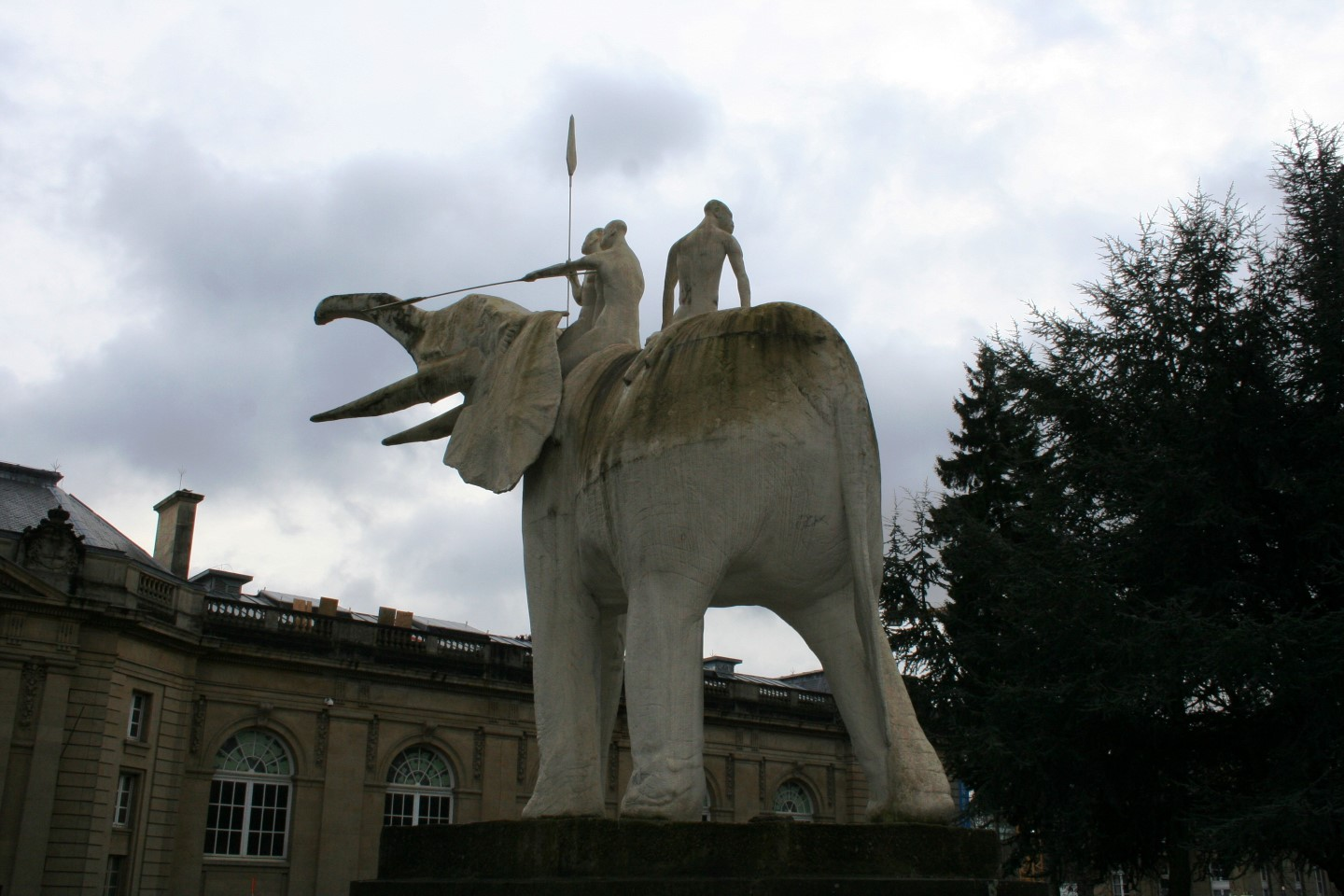
Éléphant monté par des Noirs (un elefante montado por negros). Escultura de Albéric Collin.

Estuvo a cargo de los elefantes que adornaron el Puente de acceso al recinto Lunapark de la Exposición Colonial de Amberes (Exposition internationale coloniale, maritime et d'art flamand -1930).
Collin realizó Éléphant monté par des Noirs (un elefante montado por negros), una escultura monumental en hormigón , con motivo de la Feria Mundial de Bruselas de 1935 y fue expuesto en el pabellón del Congo belga de René Schoentjes . Los negros son de la etnia Mangbetu . La escultura se instaló entonces en frente del museo real de África central de Tervuren , cerca de la carretera. (50°49′53″N 4°31′4″E / 50.83139, 4.51778).

## Premios
Obtuvo una medalla de oro en la competición de escultura de los Juegos Olímpicos de Amberes del año 1920. Superó a sus compatriotas Simon Goossens plata y Alphonse de Cuyper (bronce).
En 1921 obtuvo una Medalla de oro en el Salón de los Independientes en París.
En 1922 obtuvo una tercera medalla en el Salón de los Independientes en París. 